# Amherst, Texas
Amherst är en ort i Lamb County i delstaten Texas, USA.